# Embraer Legacy 500
Embraer Legacy 500 – brazylijski samolot biznesowy krótkiego i średniego zasięgu. Samolot będzie mógł zabierać na swój pokład maksymalnie 10 osób, cena samolotu będzie wynosić 18 mln USD. Prace nad samolotem rozpoczęły się w październiku 2007 roku. Embraer zaprojektował samolot tak aby jego kabina była większa niż u konkurentów. Legacy 500 to dłuższa wersja Embraera Legacy 450. Samolot ma mieć bardzo przestronną kabinę i niezwykle nowoczesny kokpit. Embraer Legacy 450 i 500 rozpoczęły serie Embraera MSJ (Mid-Size Jet), rozpoczęto już zgłaszanie zamówień na obydwa samoloty. W połowie sierpnia 2014 roku brazylijski urząd lotnictwa cywilnego certyfikował samolot.